# MTRF1L
MTRF1L (англ. Mitochondrial translational release factor 1 like) – білок, який кодується однойменним геном, розташованим у людей на короткому плечі 6-ї хромосоми. Довжина поліпептидного ланцюга білка становить 380 амінокислот, а молекулярна маса — 43 600.
| 10         |  | 20         |  | 30         |  | 40         |  | 50         |
| ---------- |  | ---------- |  | ---------- |  | ---------- |  | ---------- |
| MRSRVLWGAA |  | RWLWPRRAVG |  | PARRPLSSGS |  | PPLEELFTRG |  | GPLRTFLERQ |
| AGSEAHLKVR |  | RPELLAVIKL |  | LNEKERELRE |  | TEHLLHDENE |  | DLRKLAENEI |
| TLCQKEITQL |  | KHQIILLLVP |  | SEETDENDLI |  | LEVTAGVGGQ |  | EAMLFTSEIF |
| DMYQQYAAFK |  | RWHFETLEYF |  | PSELGGLRHA |  | SASIGGSEAY |  | RHMKFEGGVH |
| RVQRVPKTEK |  | QGRVHTSTMT |  | VAILPQPTEI |  | NLVINPKDLR |  | IDTKRASGAG |
| GQHVNTTDSA |  | VRIVHLPTGV |  | VSECQQERSQ |  | LKNKELAMTK |  | LRAKLYSMHL |
| EEEINKRQNA |  | RKIQIGSKGR |  | SEKIRTYNFP |  | QNRVTDHRIN |  | KTLHDLETFM |
| QGDYLLDELV |  | QSLKEYADYE |  | SLVEIISQKV |  |            |  |            |

A: Аланін

C: Цистеїн

D: Аспарагінова кислота

E: Глутамінова кислота

F: Фенілаланін

G: Гліцин

H: Гістидин

I: Ізолейцин

K: Лізин

L: Лейцин

M: Метіонін

N: Аспарагін

P: Пролін

Q: Глутамін

R: Аргінін

S: Серин

T: Треонін

V: Валін

W: Триптофан

Задіяний у таких біологічних процесах, як біосинтез білка, альтернативний сплайсинг. 
Локалізований у мітохондрії.